# Takahiro Aoh
Takahiro Aoh (粟生 隆寛, Aō Takahiro) est un boxeur japonais né le 6 avril 1984 à Ichihara.

## Carrière
Il devient champion du monde des poids plumes WBC le 12 mars 2009 en battant aux points le mexicain Óscar Larios puis cède son titre face au dominicain Elio Rojas le 14 juillet 2009 par décision unanime à l'issue des 12 rounds. Aoh remporte une seconde fois une ceinture WBC le 26 novembre 2010 mais cette fois en super-plumes aux dépens de l'Allemand Vitali Tajbert.
Le 8 avril 2011, il s'impose à Kōbe face au mexicain Humberto Gutierrez par arrêt de l'arbitre au 4e round puis aux points le 6 novembre 2011 contre Devis Boschiero et le 6 avril 2012 contre Terdsak Kokietgym. Il est en revanche battu de peu aux points par Gamaliel Díaz le 27 octobre 2012.